# Chrysodeixis illuminata
Chrysodeixis illuminata är en fjärilsart som beskrevs av Robinson 1968. Chrysodeixis illuminata ingår i släktet Chrysodeixis och familjen nattflyn. Inga underarter finns listade i Catalogue of Life.